# Panorama Park (Iowa)
Panorama Park es una ciudad situada en el condado de Scott, Iowa, Estados Unidos. Tiene una población estimada, a mediados de 2022, de 141 habitantes.

## Geografía
La localidad está ubicada en las coordenadas 41°33′21″N 90°27′14″O / 41.55583, -90.45389 (41.555701, -90.453769). Según la Oficina del Censo de los Estados Unidos, tiene una superficie de 0.16 km², correspondientes en su totalidad a tierra firme.

## Historia
Panorama Park está rodeada por la ciudad de Bettendorf y existe debido a una controversia sobre el mantenimiento de una calle de principios de la década de 1950.
La ciudad de Bettendorf ignoró las solicitudes de mantener la calle conocida como Park Avenue, un camino de tierra que a menudo quedaba helado o embarrado. Como consecuencia, los vecinos que rodean Park Avenue decidieron incorporar la comunidad como Panorama Park, en un esfuerzo por pagar directamente por el mantenimiento de la calle.
Desde su constitución en 1953, los residentes de Panorama Park han mantenido su independencia y pagan impuestos más bajos que los residentes de la ciudad a la que pertenecían.

## Demografía
Según el censo de 2020, en ese momento había 139 personas residiendo en la localidad. La densidad de población era de 868.75 hab./km². El 97.84% de los habitantes eran blancos, el 0.72% era afroamericano y el 1.44% eran de una mezcla de razas. Del total de la población, el 1.44% eran hispanos o latinos de cualquier raza.